# 克容阿纳县
克容阿纳县是越南多乐省下辖的一个县。

## 地理
克容阿纳县北接邦美蜀市，东北接格昆县，东接克容崩县，南接勒县，西接得农省克容诺县。

## 历史
2007年8月27日，格埃威社析置亚宁社；以亚雕社、亚克都社、亚博霍社、和协社、热雷博行社、亚胡社、格埃威社、亚宁社8社析置格昆县。

## 行政区划
克容阿纳县下辖1市镇7社，县莅奔德勒市镇。
- 奔德勒市镇（Thị trấn Buôn Trấp）
- 崩德仍社（Xã Băng A Drênh）
- 平和社（Xã Bình Hòa）
- 雷塞社（Xã Dray Sáp）
- 如格马社（Xã Dur Kmăl）
- 亚蓬社（Xã Ea Bông）
- 亚纳社（Xã Ea Na）
- 广田社（Xã Quảng Điền）